# Сновка (приток Уши, притока Немана)
Сно́вка (Снувка; бел. Сно́ўка, Снуўка) — река в Несвижском районе Минской области Белоруссии. Левый приток реки Уша (приток Немана).

## Гидрография
Река Сновка начинается в 1,5 км к западу от деревни Малоеды. Впадает в Ушу с левой стороны в 0,9 км к востоку от деревни Еськовичи. Высота устья над уровнем моря составляет 162,5 м.
Длина реки составляет 20 км. Русло канализовано. Около деревни Каменка и агрогородка Высокая Липа организованы пруды площадью 2 и 3 га соответственно. Ещё один пруд площадью 12 га организован в пойме Сновки неподалёку от деревни Тарейки и сообщается с ней посредством протоки. Река встроена в систему мелиорационных каналов.

## Населённые пункты
На реке расположены агрогородки Снов и Высокая Липа, а также несколько деревень.